# Klooster Crna Reka

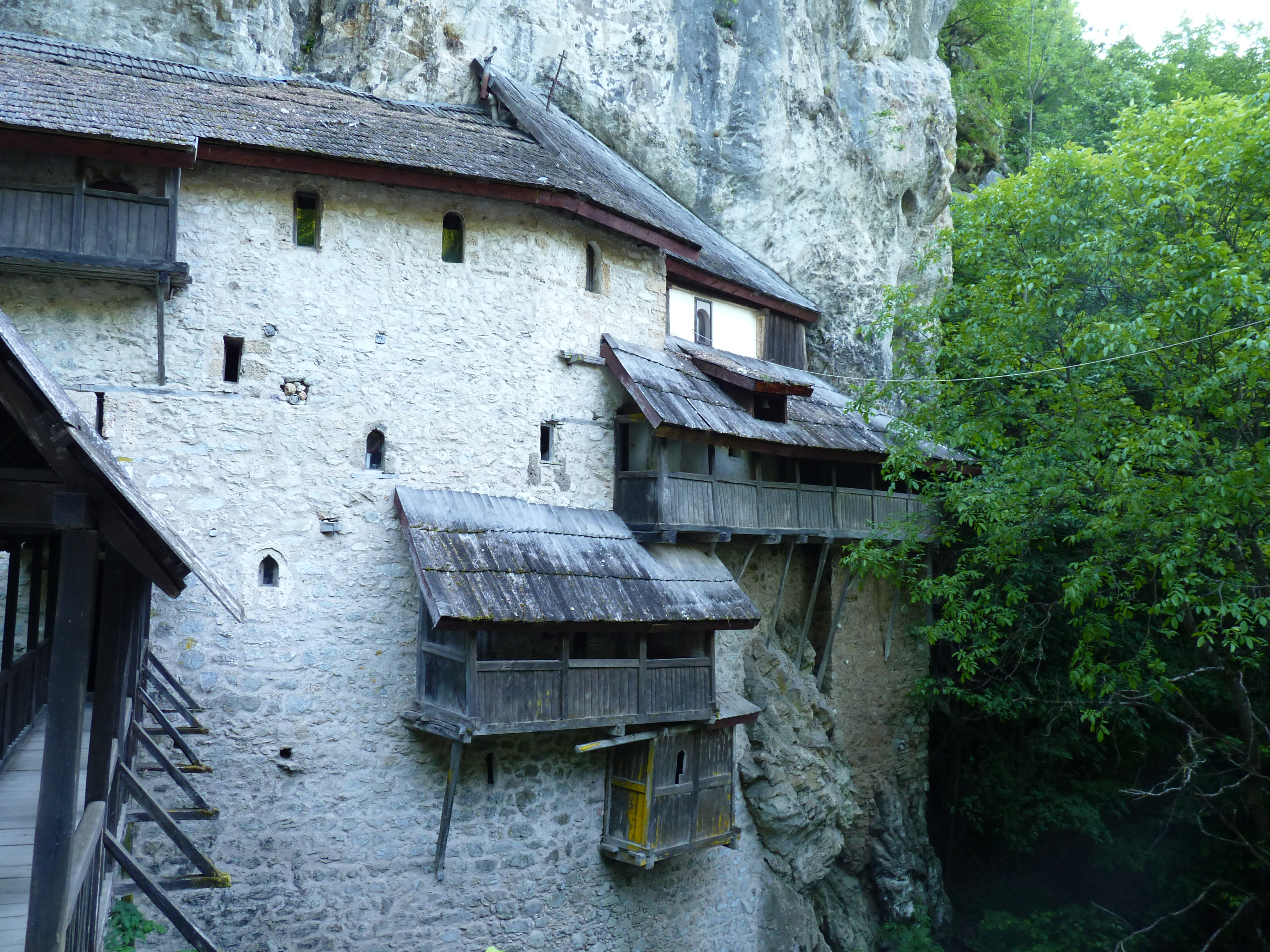
Het Klooster Crna Reka

Het Klooster Crna Reka (Servisch: Манастир Црна Река) is een Servisch-orthodox klooster uit de 13e eeuw gelegen in het noorden van Kosovo. Het klooster ligt aan de Crna Reka (Zwarte rivier) en bevat een kerk in een grot gewijd aan aartsengel Michaël met 16e-eeuwse fresco's en relieken van sint Peter van Korisha. In de 16e eeuw vielen de Ottomanen de monniken van het klooster Sopocani aan, waardoor ze gedwongen werden hun toevlucht te zoeken in het afgelegen klooster Crna Reka.